# 狭叶山黧豆
狭叶山黧豆（学名：Lathyrus krylovii）为豆科山黧豆属下的一个种。